# Orculella diensis
Orculella diensis is een slakkensoort uit de familie van de Orculidae. De soort is endemisch op het eiland Dia in Griekenland.
De wetenschappelijke naam Orculella diensis is voor het eerst geldig gepubliceerd in 2004 door Gittenberger & Hausdorf.